# Planete+ (Pologne)
Pour les articles homonymes, voir Planète+ (homonymie).
Planete+ est une chaîne de télévision polonaise de documentaires appartenant au groupe Canal+ Cyfrowy, filiale du Groupe Canal+. Planete+ est la version polonaise de la chaîne de télévision française Planète+.

## Historique
Planete s'appelle désormais Planete+ depuis le 11 novembre 2011.

### Identité visuelle (logo)
Le logo de Planète Pologne fut le même que la version française jusqu'au 11 novembre 2011. Le logo de Planète+ Pologne ressembla alors aux logos de plusieurs chaînes qui ont eu ce changement que ce soit en Pologne ou en France comme MiniMini+ (En Pologne), Infosport+ (En France) ainsi que d'autres chaînes.+

Logo de Planète de 1999 au 17 mai 2004
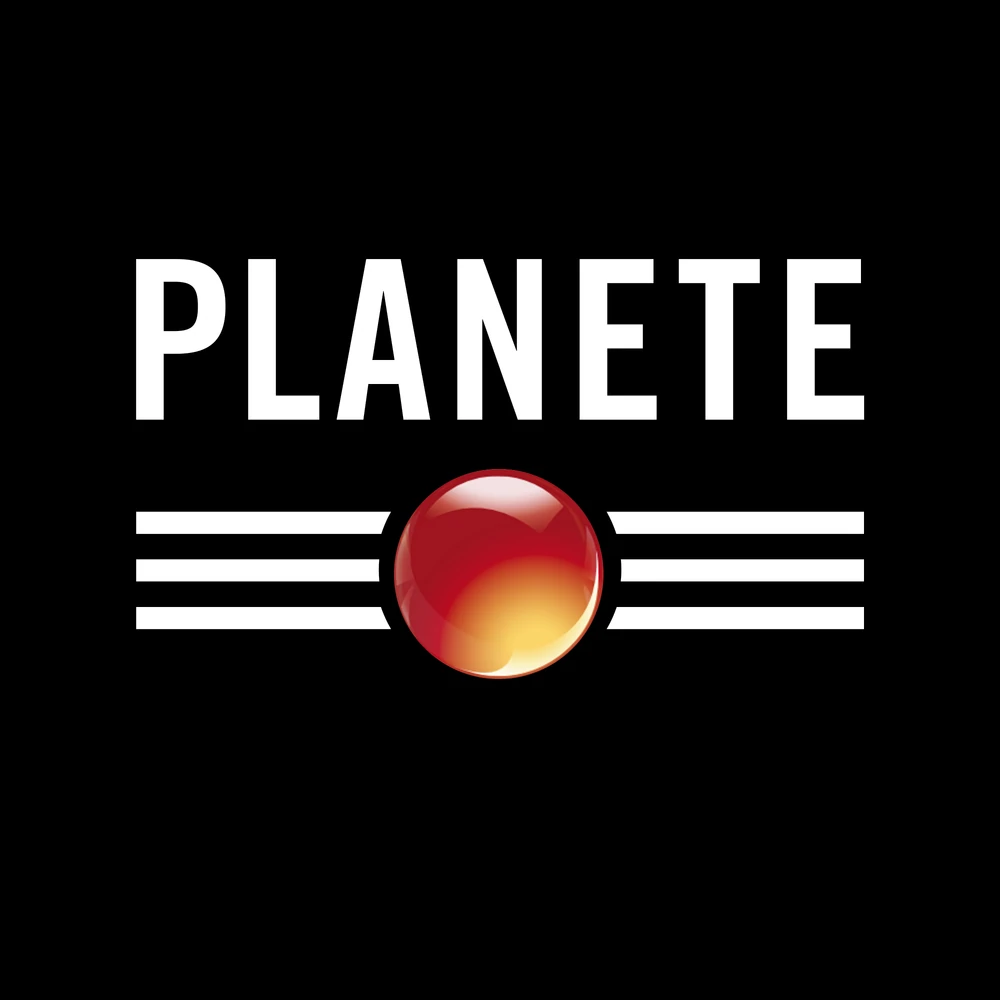
Logo de Planete du 17 mai 2004 au 11 novembre 2011
Logo de Planète+ depuis le 11 novembre 2011 au 1er septembre 2014
Logo de Planète+ HD depuis le 11 novembre 2011 au 1er septembre 2014
Logo de 1er septembre 2014

## Diffusion
Planète+ est diffusée sur le câble et le satellite.
La chaîne dispose de sa version HD depuis le 11 novembre 2011.